# 개죽이
개죽이(-竹-)는 디시인사이드에서 유행하는 사진에 등장하는 개의 이름으로, 디시인사이드의 마스코트이기도 하다.
2002년 디시인사이드에 처음 강아지가 대나무에 매달려 있는 사진이 올라왔으며 네 다리로 매달린 신기한 모습과 사람처럼 웃는 얼굴, 그리고 강아지의 귀여움으로 햏자들 사이에서 처음 유행하게 되었고 곧 인터넷 공간에서도 빠르게 인기를 얻기 시작했다. 강아지(개)가 대나무(죽-竹)에 매달려 있다고 하여 개죽이라는 이름을 얻게 되었다. 이후 최초 사진에 다양한 패러디가 등장하기 시작했고 2004년 총선에서는 인터넷에 개죽이를 모델로 한 투표 독려 포스터가 유행하기도 했다.
강아지가 사람처럼 나무에 매달린 모습 때문에 최초 사진이 합성이라는 의문이 제기되기도 하였으나 실제로 한 컴퓨터 그래픽 디자이너가 사무실 근처에서 기르던 강아지의 사진을 2001년에 촬영한 것으로 알려졌다. 높은 곳을 무서워하여 나무에 꼭 매달려 있는 모습을 촬영했다고 하며, 실제로 다른 각도에서 촬영된 사진을 통해 합성이 아님이 다시 확인되기도 했다. 그러나 사진을 찍은 뒤 곧 분양되어서 정확한 행방은 현재 알 수 없다. 다만 개의 평균 수명은 15년~20년이며, 태어난 시기와 찍은 날도 2001년이였기 때문에 현재상 살아있을 가능성은 없다.
참고로 2020년 기준으로, 김유식의 디시인사이드 인터뷰에서 "개벽이는 외삼촌이 드셨고, 개죽이도 팔려나갔지만 안 좋은 곳으로 팔려나갔을 것이다."라는 말을 남긴다.